# Matjaž Jelen
Matjaž Jelen, slovenski pevec, tekstopisec in skladatelj, * 26. februar 1966, Slovenj Gradec.
Znan po svojem življenjskem delu v skupini Šank Rock. Odraščal je v Velenju, kjer je večino časa živel in delal. Sodi med bolj prepoznavne vokaliste slovenske glasbene scene.

## Delovanje

### 1972-1982
Ko je vstopil v osnovno šolo, se je istočasno vpisal tudi v pripravnico oziroma nižjo glasbeno šolo Velenje (kitara) in v petem razredu OŠ ustanovil svoj prvi band Izziv. Kasneje je bil preimenovan v Wiskoznichi in z njim so v sedmem razredu nastopali na valetah in ostalih šolskih prireditvah, kjer so preigravali tako priredbe, kot prve avtorske pesmi.

### 1982-1995
Leta 1982 je nastala skupina Šank Rock in skupina je pričela z nastopi po Sloveniji kot predskupina Pomaranče. V studiu Metro so posneli prve »prave« pesmi, vzpon pa se je nadaljeval do leta 1987, ko je izšel prvi album Pridite na žur. Skupina je dosegla vrhunec v obdobju 1989-90 ob izidu tretjega albuma Jaz nimam noč za spanje,  s katerim so na veliki slovenski turneji Pepsi Tour razprodali skoraj vse dvorane po večjih mestih, zanimanje za njih pa se je pokazalo tudi na tržišču takratne Jugoslavije, ampak jim zaradi razpada države ta preboj ni uspel.

### 1995-1998
Leta 1995 je skupina na ponudbo managerjev iz New Yorka odpotovala v ZDA posnet svoj 6. album Shut Up And Play /Poglej v Svet , vendar si takrat vsi člani niso bili enotni, da bi ostali tam ter nadaljevali kariero v ZDA. Leta 1996 je zaradi nesoglasij skupino zapustil bobnar Aleš, ostali pa so nadaljevali z delom v Sloveniji in izdali še dva albuma z novim bobnarjem Silvanom. Nato so sporazumno prenehali z delom.

### 1999-2001
V tem obdobju se je Matjaž podal na samostojno glasbeno pot. Posnel, izdal in promoviral je svoj prvi samostojni album 100x lažje. V tem času je sodeloval pri različnih glasbenih projektih z Revijskim orkestrom RTV SLO (izvedba pesmi Poletna noč) ter mnogimi drugimi avtorji in izvajalci.

### 2002-2010
Skupina Šank Rock  se je ponovno sestala in do leta 2007 posnela dva studijska ter dva koncertna albuma. Leta 2010 sta zaradi nesoglasij skupino zapustila Matjaž in Cveto. Skupina je razpadla.

### 2011-2012
V začetku leta 2011 je Matjaž s Cvetom Polakom, Romanom Ratejem, Ekijem Alilovskim in Sandijem Trojnerjem ustanovili JELEN BAND.
Prvi single in video z naslovom Today is your day/Danes je tisti da so izdali marca 2011, septembra 2011 pa je sledil drugi single Počasi je lepo. Istega leta je Matjaž nastopil na Slovenski popevki 2011 (pesem Sam), na Slovenski popevki 2012 pa kot avtor glasbe (Manj je več). Oktobra 2012 je kot soavtor (z ekipo Raay Production) izdal prvi singel slovenske smučarske zvezde  Tine Maze - My Way Is My Decision.

### 2013
Novembra 2013 je Matjaž izdal svoj drugi samostojni album z naslovom Nov Dan (NIKA Records). Na nastopih v živo ga spremljajo: Matjaž Skaza (bobni), Samo Jezovšek (klaviature), Domen Višič (kitara), Tomaž Dolžan (bas) in sicer pod imenom "Jelen & Band".

### 2014 - 2016
Matjaž Jelen, Cveto Polak in Bor Zuljan se ponovno združijo v zasedbi Šank Rock (sedaj na bobnih Roman Ratej, klaviature Sašo Gačnik) in pod okriljem Pivovarne Laško pričnejo z dveletno "Zlatorogovo Turnejo Ponosa". Ob tej priložnosti izdajo album Restart (kompilacija 4 novih pesmi in 6 ponovno posnetih največjih uspešnic).

### 2017
Skupina Šank Rock v januarju izda nov album z naslovom Nekaj več in pod okriljem podjetja Volkswagen 12. maja na Gospodarskem razstavišču v Ljubljani prične turnejo po Sloveniji.

## Diskografija

### Šank Rock
- Pridite na žur (ZKP RTVS, 1987)
- Dobro in zlo (ZKP RTVS, 1988)
- Jaz nimam noč za spanje (ZKP RTVS, 1990)
- Šank rock IV (ZKP RTVS, 1991)
- Moj nočni blues (Helidon, 1992, CD)
- V živo na mrtvo (Panica Records, 1995, live)
- Crime time (ZKP RTVS, 1996)
- Bosa dama (ZKP RTVS, 1996, unplugged)
- Poglej v svet (ZKP RTVS, 1996)
- Šank rock X (ZKP RTVS, 1998)
- Od šanka do rocka (ZKP RTVS, 2002, best of...)
- Vzemi ali pusti (Menart Records, 2003)
- Na mrtvo v živo (Menart Records, 2004, live)
- Senca sebe (Dallas Records 2006)
- Šank Rock 25 let (Dallas Records 2008)
- Restart (Dallas Records 2015)
- Nekaj več (2017)

### Solo
- 100x lažje (2001, NIKA Records)
- Nov dan (2013, NIKA Records)